# STS-7
إس تي إس-7 (بالإنجليزية: STS-7) الرحلة السابعة ضمن برنامج مكوك الفضاء لوكالة ناسا، والرحلة الثانية لمكوك الفضاء تشالنجر، انطلقت الرحلة في 18 يونيو 1983 من مركز كينيدي للفضاء، وهبطت في 24 يونيو في قاعدة إدواردز الجوية، جرى خلال الرحلة اطلاق عدة أقمار اصطناعية إلى المدار، حملت الرحلة خمسة من رواد الفضاء من بينهن سالي رايد أول رائد فضاء أمريكي من الإناث.

## معرض صور

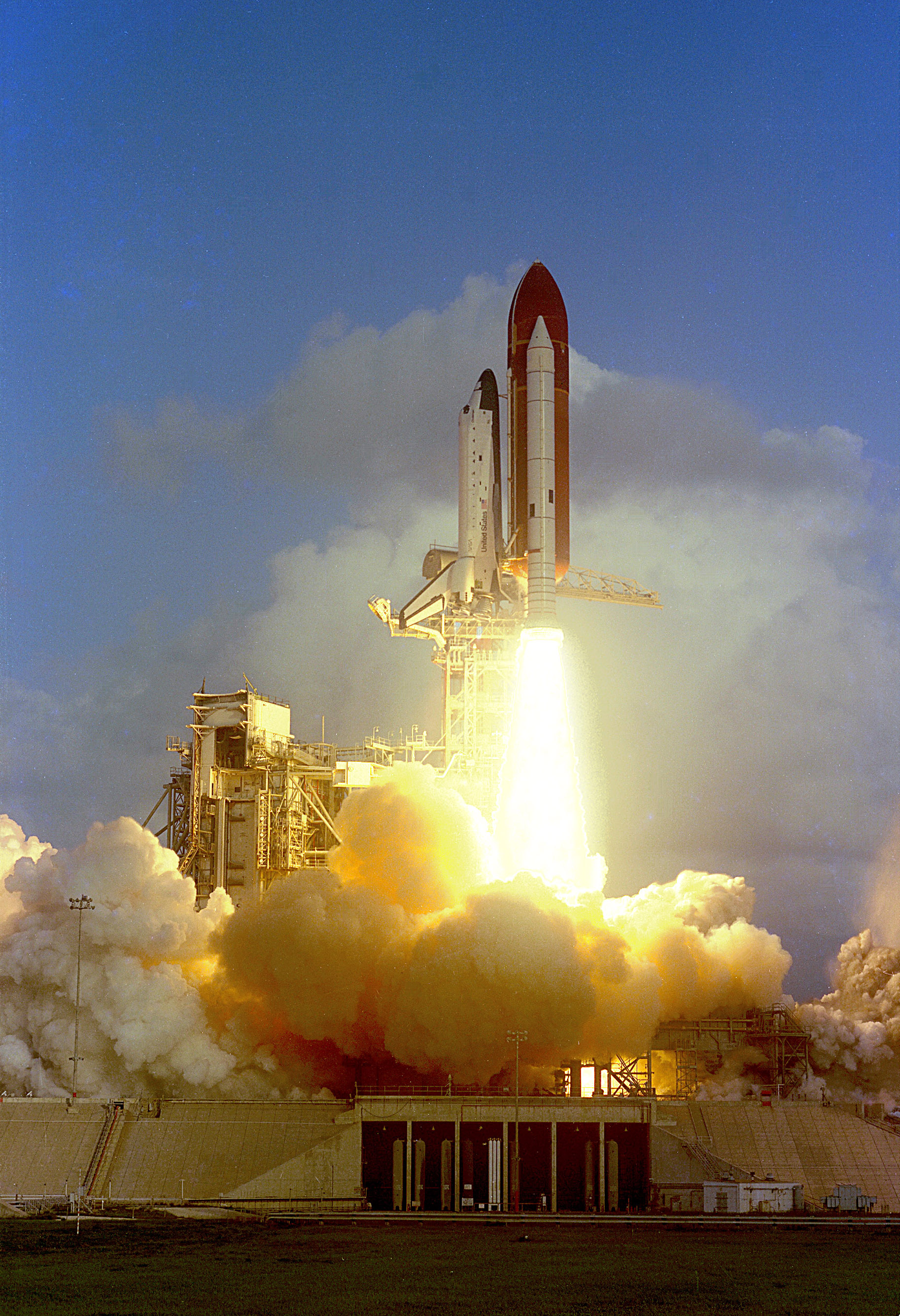
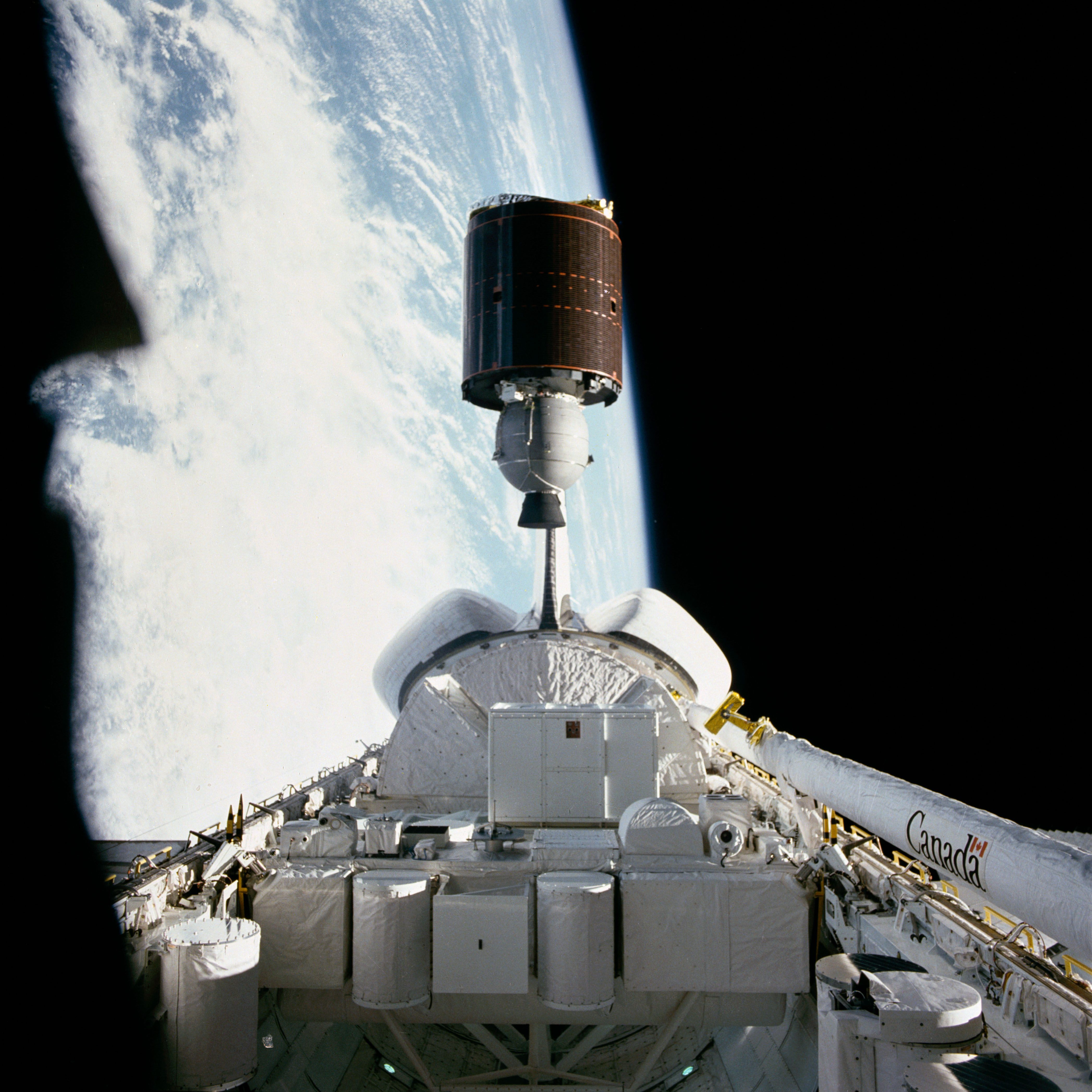
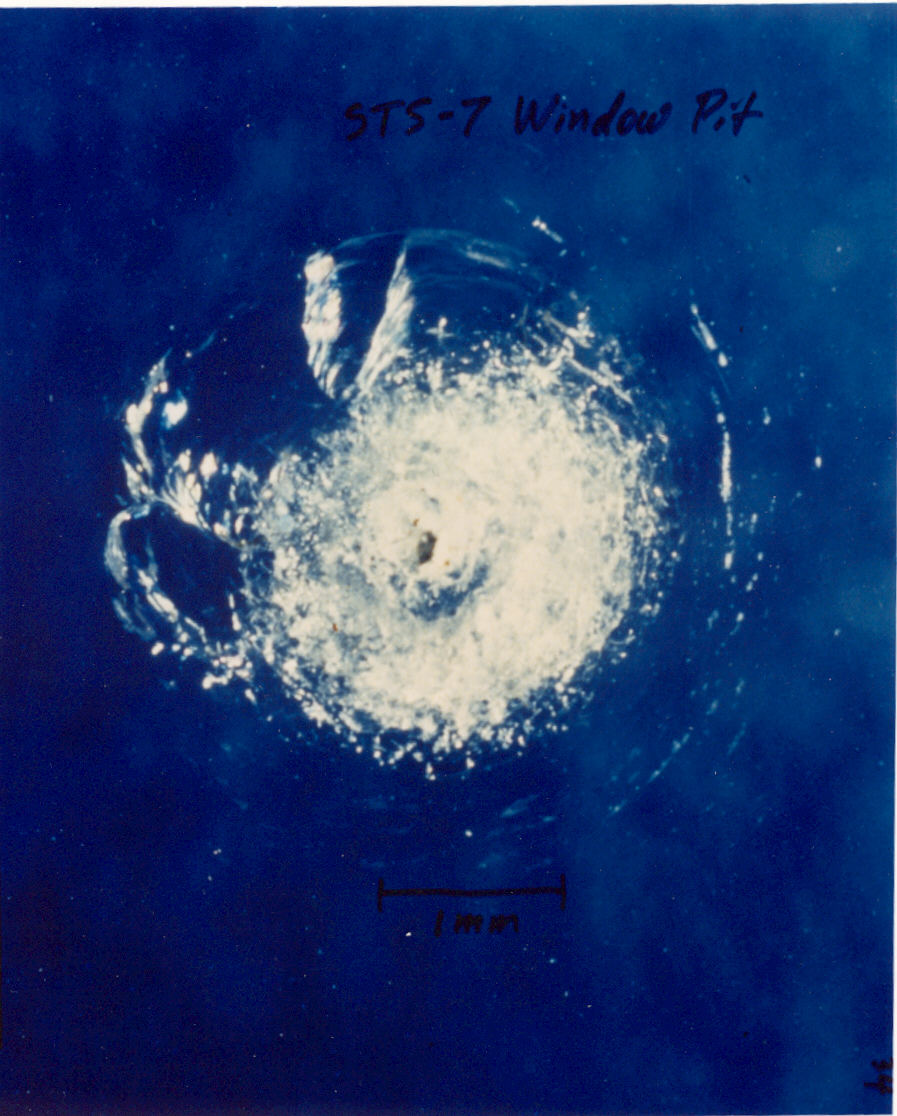
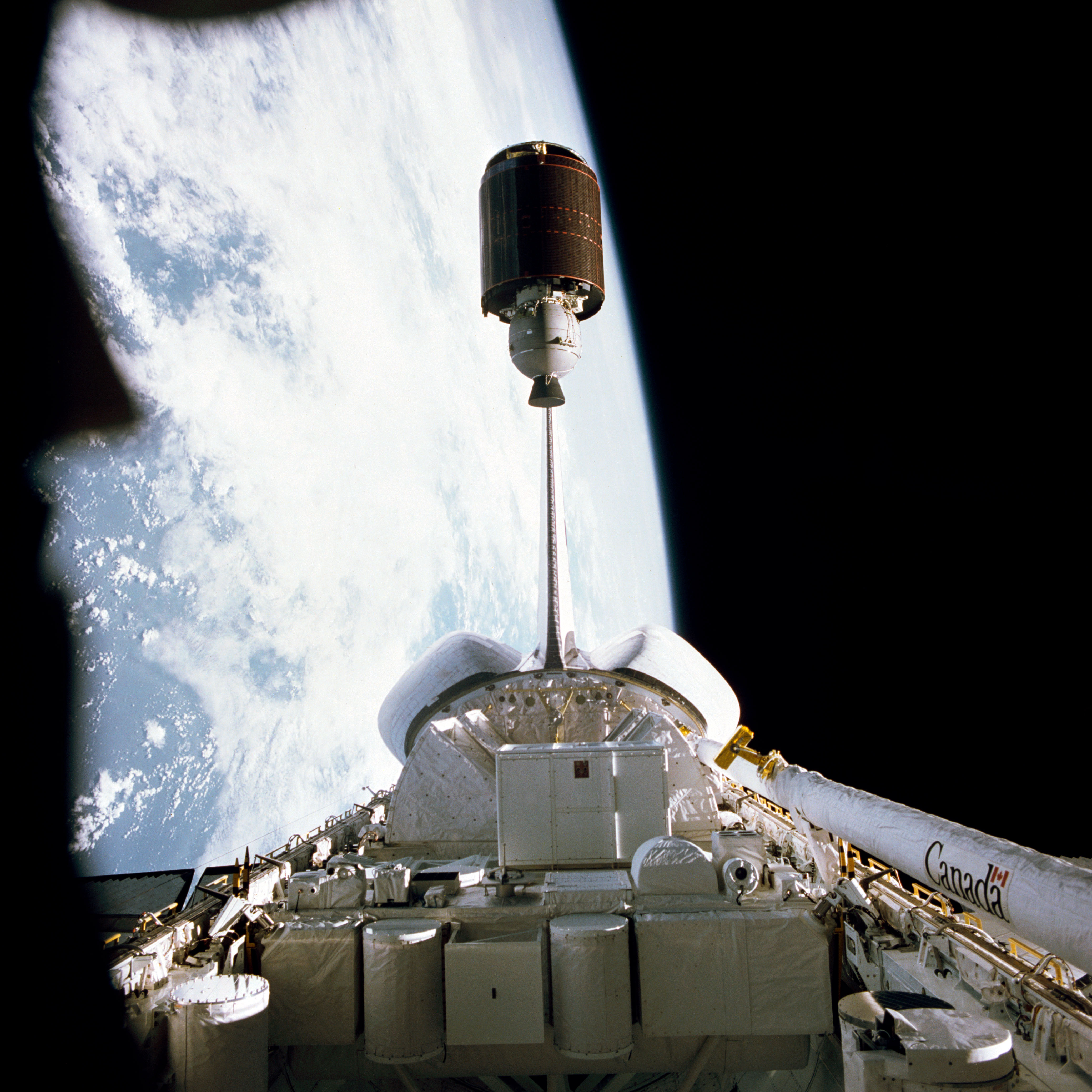
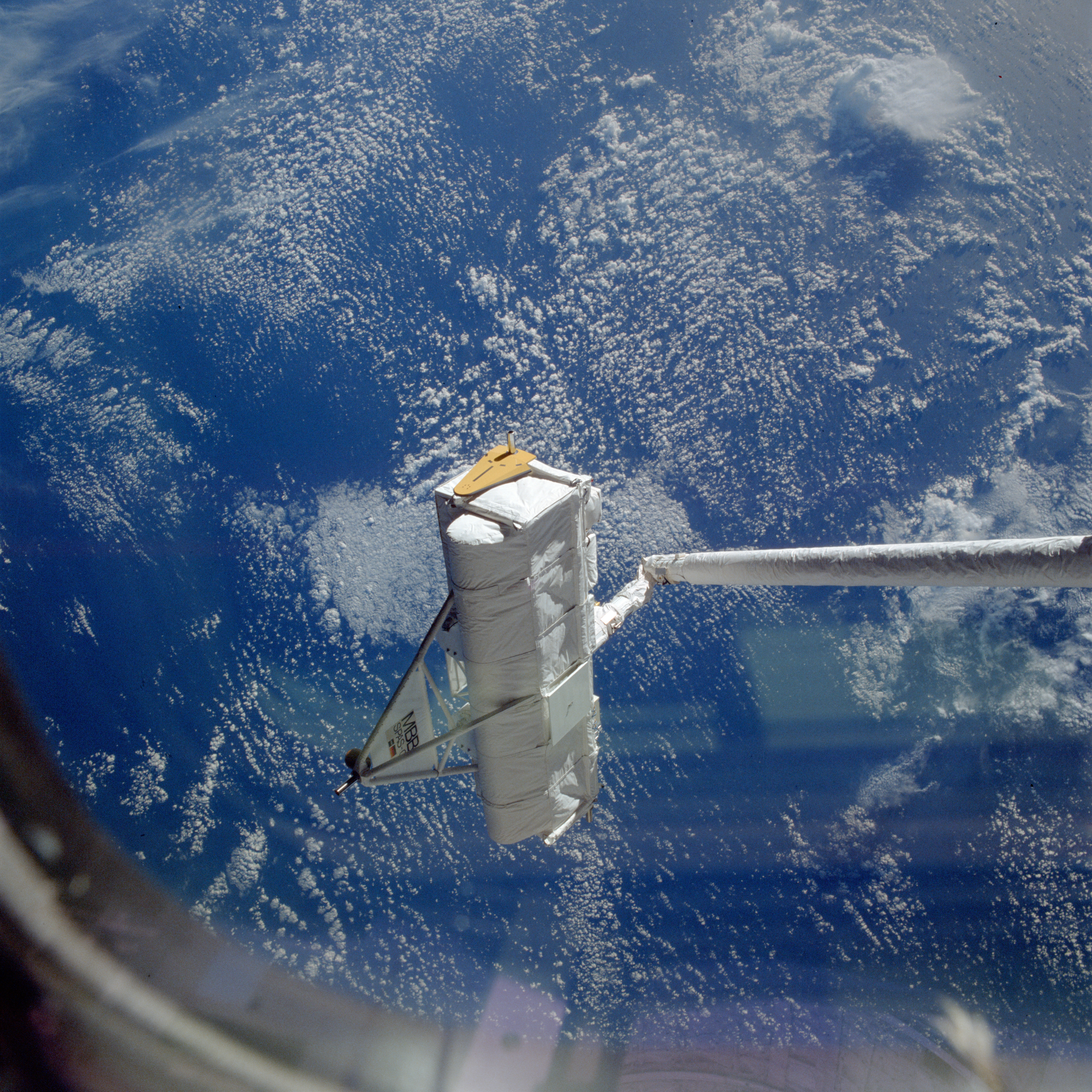